# X wiek p.n.e.
X wiek p.n.e.
XII wiek p.n.e. XI wiek p.n.e. X wiek p.n.e. IX wiek p.n.e. VIII wiek p.n.e.

## Zmarli
- 931/930 p.n.e. – ostatni rok panowania Salomona, króla Izraela i Judy (według chronologii Thielego)
- 912 p.n.e. – Aszur-dan II, król Asyrii
- data nieznana:
  - Menelik I, cesarz Etiopii (ur. ?)
  - Hiriam I, władca Tyru (ur. ?)
  - Dawid, król Izraela (ur. ?)

## Wydarzenia w Europie
- około 1000 p.n.e.
  - założenie pierwszej fenickiej kolonii na Cyprze
  - powszechne użycie żelaza w Grecji
  - pojawienie się Etrusków w północnej Italii
- około 950 p.n.e. – powstała pierwsza osada na Palatynie

## Wydarzenia w Azji
- około 1000 p.n.e. – Ariowie wprowadzili uprawy ryżu w dolinie Gangesu
- 1000 p.n.e. – Chaldejczycy zdobyli Ur
- 971 p.n.e. (960 p.n.e.?) – Salomon został królem Izraela i Judy oraz koregentem swego ojca; pod jego rządami kraj ten osiągnął szczyt potęgi ekonomicznej
- 969 p.n.e.-936 p.n.e. – rozkwit fenickiego Tyru za Hirama I
- 966 p.n.e. (953 p.n.e.?) – Salomon rozpoczął budowę I Świątyni Jerozolimskiej w Jerozolimie
- około 934 p.n.e. – odrodzenie państwa asyryjskiego pod rządami Aszur-dana II
- 931 p.n.e. (922 p.n.e.?) – rozpad monarchii żydowskiej na dwa niezależne państwa: Judę, czyli Państwo Południowe oraz Izrael, czyli Państwo Północne
- 924 p.n.e. – faraon Szeszonk I spustoszył Izrael i Judę

## Wydarzenia w Afryce
- 945 p.n.e. – w Egipcie dowódca zaciężnych wojsk libijskich Szeszonk I założył dwudziestą drugą dynastię

## Wydarzenia w Ameryce
- około 1000 p.n.e.
  - Majowie osiedlili się na Jukatanie
  - początek uprawy kukurydzy i wytopu miedzi w Andach
  - rozwój cywilizacji Olmeków

Więcej wydarzeń w artykułach dotyczących poszczególnych lat:

1000 p.n.e. 999 p.n.e. 998 p.n.e. 997 p.n.e. 996 p.n.e. 995 p.n.e. 994 p.n.e. 993 p.n.e. 992 p.n.e. 991 p.n.e. 
990 p.n.e. 989 p.n.e. 988 p.n.e. 987 p.n.e. 986 p.n.e. 985 p.n.e. 984 p.n.e. 983 p.n.e. 982 p.n.e. 981 p.n.e. 
980 p.n.e. 979 p.n.e. 978 p.n.e. 977 p.n.e. 976 p.n.e. 975 p.n.e. 974 p.n.e. 973 p.n.e. 972 p.n.e. 971 p.n.e. 
970 p.n.e. 969 p.n.e. 968 p.n.e. 967 p.n.e. 966 p.n.e. 965 p.n.e. 964 p.n.e. 963 p.n.e. 962 p.n.e. 961 p.n.e. 
960 p.n.e. 959 p.n.e. 958 p.n.e. 957 p.n.e. 956 p.n.e. 955 p.n.e. 954 p.n.e. 953 p.n.e. 952 p.n.e. 951 p.n.e. 
950 p.n.e. 949 p.n.e. 948 p.n.e. 947 p.n.e. 946 p.n.e. 945 p.n.e. 944 p.n.e. 943 p.n.e. 942 p.n.e. 941 p.n.e. 
940 p.n.e. 939 p.n.e. 938 p.n.e. 937 p.n.e. 936 p.n.e. 935 p.n.e. 934 p.n.e. 933 p.n.e. 932 p.n.e. 931 p.n.e. 
930 p.n.e. 929 p.n.e. 928 p.n.e. 927 p.n.e. 926 p.n.e. 925 p.n.e. 924 p.n.e. 923 p.n.e. 922 p.n.e. 921 p.n.e. 
920 p.n.e. 919 p.n.e. 918 p.n.e. 917 p.n.e. 916 p.n.e. 915 p.n.e. 914 p.n.e. 913 p.n.e. 912 p.n.e. 911 p.n.e.
 910 p.n.e. 909 p.n.e. 908 p.n.e. 907 p.n.e. 906 p.n.e. 905 p.n.e. 904 p.n.e. 903 p.n.e. 902 p.n.e. 901 p.n.e.